# Бегачу (Клуж)
Бегачу (рум. Băgaciu) — село у повіті Клуж в Румунії. Входить до складу комуни Пелатка.
Село розташоване на відстані 319 км на північний захід від Бухареста, 29 км на північний схід від Клуж-Напоки.

## Населення
За даними перепису населення 2002 року у селі проживали 65 осіб, усі — румуни. Усі жителі села рідною мовою назвали румунську.